# Fritz London
Fritz Wolfgang London (født 7. marts 1900 i Breslau, Tyskland, død 30. marts 1954 i Durham, North Carolina) var en tysk-amerikansk teoretisk fysiker.
Sammen med sin bror Heinz London leverede London betydelige bidrag til forståelsen af elektromagnetiske egenskaber. Efter at Adolf Hitler og nazi-partiet gennemførte flere racelove i 1933, mistede London sin stilling som professor ved Universitetet i Berlin. Han havde forskellige positioner i England og Frankrig, før han til sidst emigrerede til USA i 1939. I 1945 blev han en amerikansk statsborger og blev siden udnævnt til professor ved Duke University. London blev tildelt Lorentzmedaljen i 1953. 